# Києво (Псковська область)
Києво (рос. Киево) — присілок в Бєжаницькому районі Псковської області Російської Федерації.
Населення становить 7 осіб. Входить до складу муніципального утворення Бєжаницьке муніципальне утворення.

## Історія
Від 2005 року входить до складу муніципального утворення Бєжаницьке муніципальне утворення.

## Населення
| 2001 | 2002 | 2010 |
| ---- | ---- | ---- |
| 15   | ↘14  | ↘7   |